# 短小包皮小帯症

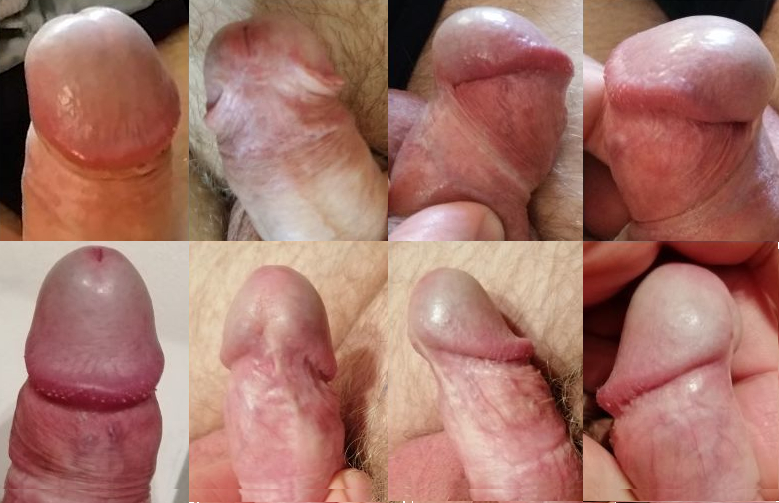
陰茎小帯形成術 前(上)後(下)

短小包皮小帯症（たんしょうほうひしょうたいしょう、英: Frenulum breve, Short frenulum）とは、ペニスの陰茎小帯が短すぎる状態を指す。陰茎小帯は亀頭の腹側にある伸縮性のある帯状の組織で、包皮と繋がっており、勃起時に亀頭上の包皮を翻転させる役割を持つ。通常、包皮小帯は充分に長く、靭やかである。

## 徴候・症状
短小な包皮小帯は勃起時に亀頭の腹側偏位を引き起こし、痛みを伴う。時に、陰茎小帯が裂傷を負い、多量出血の原因となる。特に若い男性の性行為の際に裂けることが多い。
短小包皮小帯症の場合、性行為やその他の行為中に陰茎小帯が裂けることがあり、性交疼痛症の原因となる。裂けた陰茎小帯は治癒時に瘢痕化し、柔軟性を失い、さらなる困難を引き起こす。しかし、この裂傷が問題を解決することもあり、癒合することで陰茎小帯が長くなり、問題がなくなる場合もある。
短小包皮小帯症の重症度は様々であり標準的な定義がないため、その診断は診察室での身体診察における主観的な評価基準に左右されることがある。陰茎小帯は、包茎か否かに拘らず、包皮の動きを制限する。亀頭が完全に露出しているとき、短い陰茎小帯は亀頭を下方に牽引する。ある研究では、診察時に包皮を緩やかに翻転したときに、亀頭の腹側湾曲が20°以上になるものを「短小包皮小帯症」と恣意的に定義した。この研究における短小陰茎小帯は早漏の一般的な原因であり、陰茎小帯形成術は射精までの時間を有意に改善した。短小陰茎小帯は早漏の被験者においてより敏感である可能性がある。また、陰茎小帯の長さの制限や痛みへの恐怖のために、性交時のストロークが短く速くなり、早漏を招く可能性がある。
重度の短小包皮小帯症で性交時の著しい困難を伴う場合、性心理学的に問題があると誤ったレッテルを貼られることがある。

## 診断
重度の短小包皮小帯症では包皮を翻転することが困難であるため、殆どの場合、包茎や肥厚包皮と混同される。包皮の翻転の程度は様々であり、軽度の短小包皮小帯症は気づかれない可能性がある。包茎の男性の殆どは、ある程度の短小包皮小帯症でもあると言われる。

## 治療
この症状は、ストレッチ体操やステロイドクリームで治療できる場合がある。また、手術で治療することもある。縫合糸で陰茎小帯を縛り上げる方法は、侵襲を最小限に抑える手技である。数日後、陰茎小帯は弱くなり、最終的にはバラバラになり、包皮が完全に翻転するようになる。その他、皮膚を切開・縫合する方法がある。あるいは、陰茎小帯形成術と呼ばれる修復形成手術や、陰茎小帯の切除を含む完全割礼（陰茎小帯切除術）によって治療されることもある。また、縫合糸を用いない別の方法として、高周波電流を用いて陰茎小帯を破壊する「牽引焼灼法」がある。この方法によると、小帯動脈結紮やその後の尿道口狭窄、または懸垂線維腫や縫合痕形成など、美容的に好ましくない結果を生み出す一般的な合併症を回避できる可能性がある。